# اضطرابات طيف زيلويغر
 تعتبر اضطرابات (طيف زيلويغر) مجموعة من الاضطرابات النادرة التي  تقوم بخلق  نفس عملية المرض حيث يوجد  تقسيمات فرعية لهذا الطيف هي احمضاض الدم، مرض ريفسم الطفلي ،ومرض متلازمة حديثي  الولادة (NALD). يمكن تسمية هذا الاضطراب باسم :اضطراب التكون الحيوي ومتلازمة (NALD ) البيروكسيسومي، وطيف متلازمة زيلويغر، وكذلك متلازمة الدماغ الكبدي. لهذا المرض تأثيرات على العديد من   أعضاء الجسم، حيث تشمل  الكلى والعينين والسمع  جائت تسمية هذا الاضطراب  على اسم طبيب الأطفال (هانز زيلويغر).

## العلامات والأعراض
يمكن ملاحظة معظم أعراض  هذا الاضطراب  عند الولادة، ويمكن أن تختلف هذه الأعراض من شخص لآخر.
على الأغلب سنرى نقصاً في النمو ،يصاحبه توتر العضلات مع نمو الطفل، كذلك هذه الاضطرابات تحتوي على مشاكل عصبية، من الممكن أن تضمن النوبات المتكررة، وتأخيراً في النمو الفكري، بالإضافة إلى غياب ردود الفعل الأساسية.
من الشائع وجود  تشوهات الوجه غالباً  مع المرضى، تشمل تشوهات في الذقن حيث يكون صغيراً، وانقلاب بفتحات الأنف، وسقف الفم مقوس جداًّ، يوجد كذلك  مجموعة متنوعة من تشوهات العين التي من الممكن أن تحدث. من هذه التشوهات  اعتام عدسة العين  و اعتلال الشَّبكيَّة، والتي من الممكن أن تؤدي إلى فقدان البصر. الأطفال المصابون باضطراب ( طيف زويليغر ) يمكن أن يعانوا من ضعف السمع عند ظهوره خلال الأشهر الأولى بعد الولادة 
كذلك يمكن أن يعاني الأطفال المصابون بهذا الاضطراب، تشوهات تشمل أعضائهم، يمكن أن يشمل تضخماً بالطحال والكبد لديهم، كذلك عيوب في القلب لتشمل ثقوباً فيه، ارتفاع ضغط الدم ويعزى ذلك إلى نقص توتر العضلات. في مراحل متقدمة من الإصابة بهذا المرض، يمكن تعرض الأطفال لمشاكل في الجهاز التنفسي مع تطور المرض.

## الأسباب
تعتبر اضطرابات طيف زيلويغر مجموعة من الاضطرابات الوراثية المتنحية، التي تحدث نتيجة الطفرات المسببة للأمراض، حيث  لا  يقل عن13 جيناً مختلفاً يقوم بتشفير البيروكسيسومات،وهذه الجينات تؤثر على البيروكسيسومات ؛ وهي : عبارة عن عضيات موجودة في الجسم هدفها تكسير عناصر كالأحماض والمركبات السامة. لكي تظهر الأعراض يُشترط أن يكون لدى كلا الوالدين الجين المتنحي للطفل.إذا كان أحد الوالدين يمتلك الجين والآخر لا يمتلكه، عنده يكون الطفل حاملاً ولن تظهر عليه الأعراض. يمكن لأي طفرة تحتوي الجينات التي تخلق أو تعمل البيروكسيسومات أن تؤدي إلى تطور أي من اضطرابات طيف زيلويغر.كلا الجنسين لديهم فرصة متساوية للإصابة بهذه الاضطرابات.  

## التشخيص
التشخيصات المحددة تتطلب تقييم وظائف بيروكسيسومال. يتم تنفيذ تحليل الطفرات من خطوط الخلايا الليفية.

## العلاج
يمكن أن يشمل العلاج فريقاً من المتخصصين، ووكذلك أطباء أعصاب ،وغدد صماء ،  وأطباء الأطفال. من المهم التدخل مبكراً عند علاج شخص مصاب بهذه الاضطرابات. التربية الخاصة، العلاج الطبيعي وغيرها من الخدمات الطبية لمساعدة الطفل خلال  العلاج. هنالك تجارب طبية يتم إجراؤها لمعرفة المزيد عن هذه  الاضطرابات. إذ لا يعيش معظم الأطفال الذين تم تشخيصهم بعد 6 أشهر.
يمكن تشخيص هذا المرض عن طريق فحص الدم حيث يتم البحث عن جينات PEX في الجسم.

## علم الأوبئة
يحدث الاضطراب في 1 من كل 50000 فرد.

## روابط خارجية
- Zellweger spectrum disorders